# 畠山俊樹
畠山 俊樹（はたけやま しゅんき、1991年〈平成3年〉6月18日 - ）は、日本の元プロバスケットボール選手。宮城県仙台市出身。ポジションはポイントガード。

## 来歴
仙台市立第一中学校から2007年に明成高等学校に進学。1年生時よりメンバー入りし、インターハイ、ウインターカップに出場。3年生時の2009年ウインターカップで優勝し、ベスト5を受賞。
2010年4月、青山学院大学に進学。2年生時より主力選手の一人となり、関東大学リーグ戦と全日本大学バスケットボール選手権大会で優勝に貢献。3年生時はリーグ戦で優勝、インカレで準優勝。4年生時の2013年関東大学選手権で優勝し、優秀選手賞を受賞。リーグ戦は準優勝、インカレは3位。
2014年1月、bjリーグのアーリーエントリー制度により大阪エヴェッサと契約。プレイオフ進出に貢献した。2015年7月、NBLの西宮ストークスに移籍。1シーズンのみプレーし、B.LEAGUEが発足した2016-17シーズンに新潟アルビレックスBB移籍。2018-19シーズンに大阪エヴェッサへ復帰。2020-21シーズンからは越谷アルファーズでプレーした。
2023年、現役を引退し母校である仙台大学附属明成高等学校男子バスケットボール部のコーチに就任した。

## 個人成績
| シーズン | チーム | GP | GS | MPG  | FG%  | 3P%  | FT%   | RPG | APG | SPG | BPG | TO  | PPG |
| -------- | ------ | -- | -- | ---- | ---- | ---- | ----- | --- | --- | --- | --- | --- | --- |
| 2013-14  | 大阪   | 10 | 4  | 22.8 | .316 | .231 | 1.000 | 2.1 | 3.4 | 1.5 | 0.1 | 1.0 | 5.3 |
| 2014-15  | 大阪   | 42 |    | 26.5 | .400 | .310 | .746  | 1.7 | 3.1 | 1.8 | 0.0 | 1.9 | 7.8 |